# Zénón (epikureus filozófus)
Zénón vagy Xenón (Kr. e. 1. század) görög filozófus.
Életéről mindössze annyit tudunk, hogy az epikureus filozófia követője volt. Cicero és Titus Pomponius Atticus is a tanítványai voltak. Cicero többször említi megtisztelő módon (Att. 5, 10, 5. 11, 6. 7, 1, 1). Diogenész Laertiosz említést tesz néhány munkájáról, amelyek nem maradtak fenn.[forrás?]